# Promil

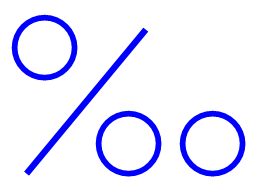
Symbol promila

Promil (łac. pro mille – na tysiąc) – jedna tysięczna pewnej wartości liczbowej, zwanej podstawą. Oznaczany symbolem ‰. 10 promili to 1 procent.
Nazwy tej używa się w stosunkowo nielicznych przypadkach (w porównaniu do znacznie bardziej popularnego procenta). Głównie stosuje się ją do określenia spadków dna cieku w hydrotechnice, zasolenia wód (np. mórz) oraz zawartości alkoholu we krwi (w tym znaczeniu: 1 promil oznacza 100 mg alkoholu w 1 dl (decylitrze) krwi).
Wzrost (lub spadek) pewnej wielkości {\displaystyle x} np. o 5‰ oznacza zwiększenie (bądź zmniejszenie) tej wielkości o {\displaystyle 0{,}005\cdot x} (5 tysięcznych dotychczasowej wartości). Promil nie jest zatem równoważny liczbie rzeczywistej 0,001 i ma sens tylko w odniesieniu do pewnej podstawy {\displaystyle x.} W związku z tym nie jest również samodzielną jednostką miary.
W Unikodzie znak promila występuje w wersjach:
| Znak | Unicode | Kod HTML                          | Nazwa unikodowa             | Nazwa polska            |
| ---- | ------- | --------------------------------- | --------------------------- | ----------------------- |
| ‰    | U+2030  | &permil; lub &#x2030; lub &#8240; | PER MILLE SIGN              | promil                  |
| ؉    | U+0609  | &#x0609; lub &#1545;              | ARABIC-INDIC PER MILLE SIGN | arabsko-indyjski promil |

Znak promila można zapisać stosując tzw. alt-kod Alt+0137